# Dicranomyia seducta
Dicranomyia seducta là một loài ruồi trong họ Limoniidae. Chúng phân bố ở miền Australasia.